# Етнички аспекти друштва
Етницитет је разнолик и променљив феномен, постоје разни начини одређења етничких група. Једни од њих су земља рођења, матерњи језик, боја коже, национално/географско порекло и религија. Опште је прихваћено да етницитет обухвата све ове аспекте.
Неки од основних етничких аспеката друштва су етничка везаност, етничке категорије, етничке заједнице, нација, национализам и империјализам.

## Етничка везаност
Друштвени однос у којем појединци гаје нарочиту врсту међусобне солидарности условљену свешћу о међусобној физичкој и/или културној сличности, што их сврстава у исту етничку заједницу и разграничава од суседних етничких група.
Свест о међународној сличности најчешће се испољава у веровању у заједничко порекло на основу неких етничких својстава као што су језик, религија, боја коже, изглед очију, митови о заједничком пореклу, етничкој изабраности, златном добу, светој земљи и слично. Етничка својства представљају културне или физичке одлике на основу којих се јавља вера у заједничко порекло и етничку припадност. Она служе као средства разграничења суседних етничких категорија које развијају етничку везаност на основу које би се преобразиле у етничке групе.

## Етничке категорије
Етнички мање или више несвесне групе у којима није развијен колективни идентитет и осећај међусобне солидарности, иако их неки неприпадници могу сматрати засебним историјским или културним групацијама. Етничка везаност је више потенцијална него стварна унутар етничких категорија. Иако постоје извесна етничка својства која многи деле, још није дошло до њиховог свесног избора и обликовања етноисторије којом би се етничка везаност свесно развијала и помоћу ње етничка заједница засновала. Етнички идентитет често остаје замагљен и променљив, јер недостају јасне границе које одвајају етничке вредности.

## Етничке заједнице
Друштвене чињенице дугог трајања, које настају, обликују се, мењају и нестају увек у међусобном односу са другим етничким групама које их окружују. На настајање засебног етничког идентитета јаче делују непријатељски односи него односи трпљења и размене. Припадници етничке заједнице деле нека етничка својства и етноисторију, која представља сложену мешавину митова (о заједничкоме пореклу, етничкој изабраности, златном добу) и стварне историје. То им омогућава веру у заједничко порекло и помаже стварање колективног етничког идентитета. Пример етничке заједнице данас представљају Роми. Такође, многе данашње нације, на пример Срби, током средњег века су представљале етничке заједнице.

## Етничка група
Структура која се споро мења и својим дуготрајним принудним утицајем, путем етничких митова, симбола и различитих обреда везаних за митове, утиче на свакодневни живот и поимање света и живота људи који јој припадају. Колективни идентитет уопште, а етнички посебно засновани су на заједничким интерпретацијама заједничких искустава. Тако настаје свест о етничкој везаности која припадницима неке групе ствара јасан етнички идентитет. Уколико су та искуства посебно упечатљива или трауматична, попут ратова (нарочито они који доносе промене у статусу и начину живота великог дела становништва), онда постоји тежња ка јачању колективног етничког идентитета.

## Нација
У нацију спада људско становништво које уједињује национално име, исти митови и историја, култура, омеђена држава, привреда и законом загарантована једнака права и слободе. Образује се око неког етничког језгра, али она није једнака етничкој заједници. Постоје нације које су изразито вишеетничке, као што су америчка или аустралијска. За разлику од етничке заједнице која је постојала и у дубокој прошлости, нација је модерна политичка заједница грађана која је најчешће заснована на извесној етничкој везаности већине грађана. Етничка заједница је постојала и у сталешком поретку средњег века, али нација може постојати само тамо где су грађани пред законом равноправни.
У раздобљу мира држава, основна школа, војска, јавне службе, породица и група вршњака, поново стварају национални идентитет, који се код појединца схвата као снажан осећај припадности одређеној заједници. Појединац себе поима увек у односу према другим појединцима и у односу на припадност различитим друштвеним групама, а посебно у односу на припадност оним групама у којима одређену улогу имају његови родитељи, браћа, вршњаци итд.

## Национализам
Политички принцип који захтева поклапање политичких и етничких граница.
Али национализам се не може свести само на његову политичку страну, већ се мора узети у обзир и његова културна страна. Национализам је идеолошки покрет за стицање и одржавање аутономије, јединства и идентитета људског становништва, чији неки припадници замишљају ту групу као стварну или потенцијалну нацију.
Главне одлике национализма јесу схватање да је свет подељен на нације, те да једино уређење света подељено на аутономне нације обезбеђује мир и правду; затим схватање да појединац може остварити све своје могућности само унутар нације и схватање да је максимална аутономија нације неопходна за остварење њене аутентичности. Национални симболи, обичаји и церемоније представљају најтрајније и најмоћније видове национализма, јер подстичу осећање ширих друштвених слојева.

### Врсте национализма
Према развојним фазама и регионалној делотворности могу се разликовати: интегративни, ујединитељски, сецесионистички и пренесени национализам.
- Интегративни национализам одговарао би првој фази обликовања нација у САД и Француској, где је држава национализмом интегрисала различите етничке групе у једну јединствену нацију. Један већ постојећи облик владавине — апсолутну монархију требало је утемељити тако да добије нови легитимитет. Веровање у народни суверенитет наследило је превазиђену веру у божанско порекло династија и владара. Тадашње границе апсолутних монархија постале су границе националних држава.
- Ујединитељски национализам доживео је врхунац у Немачкој и Италији између 1850. и 1871. године. Национализам је од посебних делова једне нације створио националне државе, као што су немачки Рајх и Италија.
- Сецесионистички национализам уследио је у трећој фази развоја европских национализама, а одликовао се разбијањем некада моћних империја, Хабзбуршке и Отоманске, те стварањем нових држава које су правдане националним начелом; иако су неке од новонасталих држава (на пример, Југославија и Чехословачка) биле, такође, вишенационалне творевине.
- Пренесени национализам представља преношење западног модела нације на афрички и азијски континент. Први такав пример представљао је Јапан после успешних Меиђи реформи 1868. догине. Ретки су случајеви успешног преношења западног модела нације на ове континенте, јер је услед произвољног повлачења граница међу колонијама недостајало поклапање преднационалних етничких група са границама појединих колонија које су у 20. веку претворене у националне државе. У Азији и Африци може се говорити о антиколонијалном национализму, док се у Европи говори о империјалном национализму.

## Империјализам
Тежња империје као многонационалне политичке заједнице да политички, економски и културно потчини или бар подвргне хегемонији што више нација, етничких група и политичких заједница. Империјализам је постојао као тежња од када постоје и империје у људској историји.
Национализам је, за разлику од империјализма, модерна појава која се најраније јавља тек у 18. веку. Њиме су правдане империјалне амбиције неких нација које су подвргавале својој власти друге нације и државе. За ту сврху одговарајући су били митови о етничкој изабраности. Неретко различите нације имају у основи митове којима се тврди да је нека нација од Бога изабрана и да има посебну функцију за читав људски род. 
На пример, у 19. веку у Великој Британији, ови митови комбинују се са расистичким доктринама о избору беле расе, па се успостављао низ: бела раса је најнапреднија раса која је у цивилизацијском смислу највише одмакла, па зато треба да влада светом; а у оквиру беле расе Енглези су ти које је Бог изабрао да његову вољу обзнане свим другим расама и нацијама.
У модерном добу, почев од половине 17. века, суверене, националне државе, преовлађујуће су у међународним односима. То се нарочито односило на 19. и 20. век, када је национализам био један од доминантних идеологија која је подржавала суверенитет националне државе.
У ери глобализације суверенитет држава се круни и преноси на вишенационалне трговине, каква је, на пример, Европска унија. То не значи да нација слаби, јер глобализација изазива и пораст националистичких покрета, као и борбу везану за остварење извесног степена политичке самосталности.